# Keqiao
Keqiao är ett härad i Kina. Det ligger i prefekturen Shaoxing Shi och provinsen Zhejiang, i den östra delen av landet, omkring 36 kilometer sydost om provinshuvudstaden Hangzhou. Antalet invånare är 123230. Befolkningen består av 60 299 kvinnor och 62 931 män. Barn under 15 år utgör 13,0 %, vuxna 15-64 år 82 %, och äldre över 65 år 4,0 %.
Genomsnittlig årsnederbörd är 1 912 millimeter. Den regnigaste månaden är juni, med i genomsnitt 316 mm nederbörd, och den torraste är november, med 74 mm nederbörd.